# Präsidentielles Regierungssystem
Ein präsidentielles Regierungssystem oder Präsidialsystem, auch Präsidialregime nach US-amerikanischem Vorbild, ist ein Regierungssystem, bei dem ein Präsident (lat. Vorsitzender) die Funktionen des Staatsoberhauptes, des Regierungschefs und regelmäßig auch des militärischen Befehlshabers innehat. Ein solches System ist durch eine ausgeprägte Gewaltenteilung und -trennung gekennzeichnet. Anders als beim parlamentarischen Regierungssystem wird deshalb auf die Verantwortlichkeit der Regierung gegenüber der vom Volk gewählten gesetzgebenden Körperschaft verzichtet.
Häufiger wird auch der Begriff präsidentielle Demokratie oder Präsidialdemokratie verwendet, womit aber Herrschaftsform und Regierungssystem kombiniert werden.

## Merkmale
Charakteristisch ist die weitgehende Unabhängigkeit der Regierung, insbesondere des Regierungschefs, von der gesetzgebenden Körperschaft: Er kann, anders als in einem parlamentarischen Regierungssystem, nicht durch das politische Misstrauensvotum einer Volksvertretung, sondern nur aufgrund rechtlicher Verfehlungen nach einem Amtsenthebungsverfahren (Impeachment) seines Amtes enthoben werden.
Während in parlamentarischen Demokratien nur das Parlament direkt vom Volk gewählt wird und die Regierung aus ihm hervorgeht, gibt es in präsidentiellen Demokratien zwei Volkswahlen, die Parlamentswahl und die Präsidentenwahl. Weil der Präsident, um ins Amt zu kommen und in ihm zu bleiben, nicht über eine Parlamentsmehrheit verfügen muss, kann es dazu kommen, dass der Präsident gegen die Parlamentsmehrheit anderer Parteien regiert. In den Vereinigten Staaten von Amerika spricht man in diesem Fall von divided government. Politikwissenschaftler wie Juan Linz sprechen von einem „Versagen des Präsidentialismus“, weil eine solche gegenläufige Mehrheit zu einer politisch instabilen Situation führe, die letztlich auch zum Demokratiezusammenbruch führen könne, wie sich an Beispielen lateinamerikanischer Staaten wie Brasilien und Chile zeige.
Vom präsidentiellen Regierungssystem lässt sich das semipräsidentielle Regierungssystem abgrenzen. Im Unterschied zum Präsidentialismus gibt es im Semipräsidentialismus neben dem (Staats-)Präsidenten noch einen Regierungschef, der durch das Parlament abberufen werden kann. Ein Beispiel für dieses Regierungssystem ist Frankreich.

## Vergleich zu parlamentarischen Demokratien

### Wirtschaft
Präsidentielle Systeme neigen dazu, geringere Staatsschulden und Steuern zu haben. Eine mögliche Erklärung dafür ist, dass sich die Handlungen einer Regierung leichter auf eine Partei zurückführen lassen und der Wähler somit direkter die regierende Partei bestrafen kann. Auch der Wohlfahrtsstaat ist in präsidentiellen Systemen in der Regel weniger stark ausgebaut. Generell wird normalerweise weniger in Güter investiert, die allen zugutekommen und dafür mehr in Güter, welche vor allem für eine bestimmte Wählergruppe von Nutzen sind.

### Stabilität
In mehreren Studien fand man heraus, dass präsidentielle Demokratien kürzer bestehen als parlamentarische Demokratien. Es gab jedoch auch Kritik an dieser Position. So wurde angemerkt, dass präsidentielle Demokratien eher aus Militärregimen hervorgehen und Demokratien, die auf eine solche Autokratie folgen, generell eine im Durchschnitt geringere Lebensdauer haben, als solche die auf eine Monarchie folgen.

### Fraktionsdisziplin
Im Parlament kann man eine geringere Fraktionsdisziplin beobachten, da die Regierung eigenständig agieren kann und nicht so stark auf die Unterstützung durch das Parlament angewiesen ist. Außerdem kann eine Regierung in einem parlamentarischen System damit drohen, sich selbst aufzulösen, was auch zu Neuwahlen im Parlament führen würde. Daher sind die Abgeordneten daran interessiert, dass die Regierung bestehen bleibt.

## Beispiele
Beispiele präsidentieller Regierungssysteme sind die USA und de facto fast alle Staaten Lateinamerikas. De jure handelt es sich aber z. B. in Peru um ein semipräsidentielles Regierungssystem, weil die Verfassung die Position eines Regierungschefs (Presidente del Consejo de Ministros) vorsieht, der vom Parlament durch ein Misstrauensvotum gestürzt werden kann. Allerdings ist dies in der Regierungspraxis und damit in der Verfassungswirklichkeit dieser Länder bedeutungslos.